# Foveosculum striatifer
Foveosculum striatifer är en stekelart som först beskrevs av Morley 1919.  Foveosculum striatifer ingår i släktet Foveosculum och familjen brokparasitsteklar. Inga underarter finns listade i Catalogue of Life.